# Jo el Scott
Jo-el Scott (* 25. März 1971) ist ein ehemaliger US-amerikanischer Boxer aus Albany, New York.

## Werdegang
Als Amateur boxte er im Superschwergewicht und gewann 1993 die US-amerikanischen Meisterschaften in Colorado Springs sowie eine Bronzemedaille bei den 7. Weltmeisterschaften in Tampere, Finnland. Er unterlag dabei im Halbfinale nach Punkten gegen den Olympiasieger und dreifachen Weltmeister Roberto Balado aus Kuba. Noch 1993 wechselte er ins Profilager und gewann als Schwergewichtler seine ersten 18 Kämpfe in Folge durch K. o., davon 10 in der ersten Runde.
Seine erfolgreiche Karriere wurde im Oktober 1996 schließlich unterbrochen, als er wegen Unfallflucht und sexuellem Kontakt zu drei minderjährigen Mädchen zu einer Freiheitsstrafe von drei bis sechs Jahren verurteilt wurde. Nach seiner Entlassung konnte er nicht mehr an seine alten Leistungen anknüpfen; so verlor er im Juli 2002 in der Playboy Mansion nach drei Niederschlägen durch t.K.o. in der ersten Runde gegen Francis Royal (Bilanz: 6 Siege – 5 Niederlagen). Im August 2003 verlor er zudem vorzeitig gegen Ray Austin.
Am 11. Juni 2004 vergewaltigte und ermordete er eine Frau im Lincoln Park von Albany, wurde gefasst und am 10. März 2005 zu lebenslanger Freiheitsstrafe verurteilt. Seine Berufung wurde 2008 verworfen und die Strafe damit rechtskräftig.